# Цариград
Цариград (стсл. Цѣсарьградъ, слч. Carihrad) је словенско име за Константинопољ, главни град Византијског царства, град који се данас налази у Турској и зове се Истанбул.
Други словенски назив је Константинов град (стсл. и црсл. Константинь градъ, црсл. Константиноградъ) и он је непосредни превод грчког назива града (Κωνσταντινούπολη).
Цариград је старословенски превод грчке ријечи Βασιλὶς Πόλις. Спајањем словенске ријече цар (за цезара/императора) и град настао је Царев град.
Бугари су прилагодили реч за Трновград (Търновград — Тарновград), једне од пријестоница бугарског цара, али након пада Балкана под османску власт, бугарска ријеч је кориштена само као још један назив за Константинопољ.
Цариград има дугу историју у склопу Византијског царства који се константно градио, али је и стално био нападан од стране разних непријатеља. Град је носио то име од 330. године до 1453. године. Према неким историјским проценама Цариград је имао променљив број становника током година, али се кретао од 500 хиљада до 600 хиљада становника.
»Књига “Notitia urbis Constantinopolitanae” из 5. века представила је списак грађевина састављен отприлике сто година после оснивања Цариграда. Престоница је била подељена на 14 четврти и имала је 322 улице, 8 јавних и 153 приватних купатила, 5 житница, 8 аквадукта и цистерни, 14 цркава, 14 палата и 4,388 кућа величине вредне помена. Ако се узме да је свака кућа имала 25 становника, добија се број од 109.700 становника. То је безначајан број у односу на број слугу и робова који су живели у тим кућама. Обично се процењује да је тада Цариград имао између 500 и 600 хиљада становника.«
Цариград је, као и само византијско царство био састављен од многих народа и био је вишенационална средина, али су скоро сви становници били искључиво православне вероисповести. Због тога су култура и уметност били врло развијени.